# San Candido (Murisengo)
San Candido è una frazione del comune italiano di Murisengo, in provincia di Alessandria.

## Geografia fisica

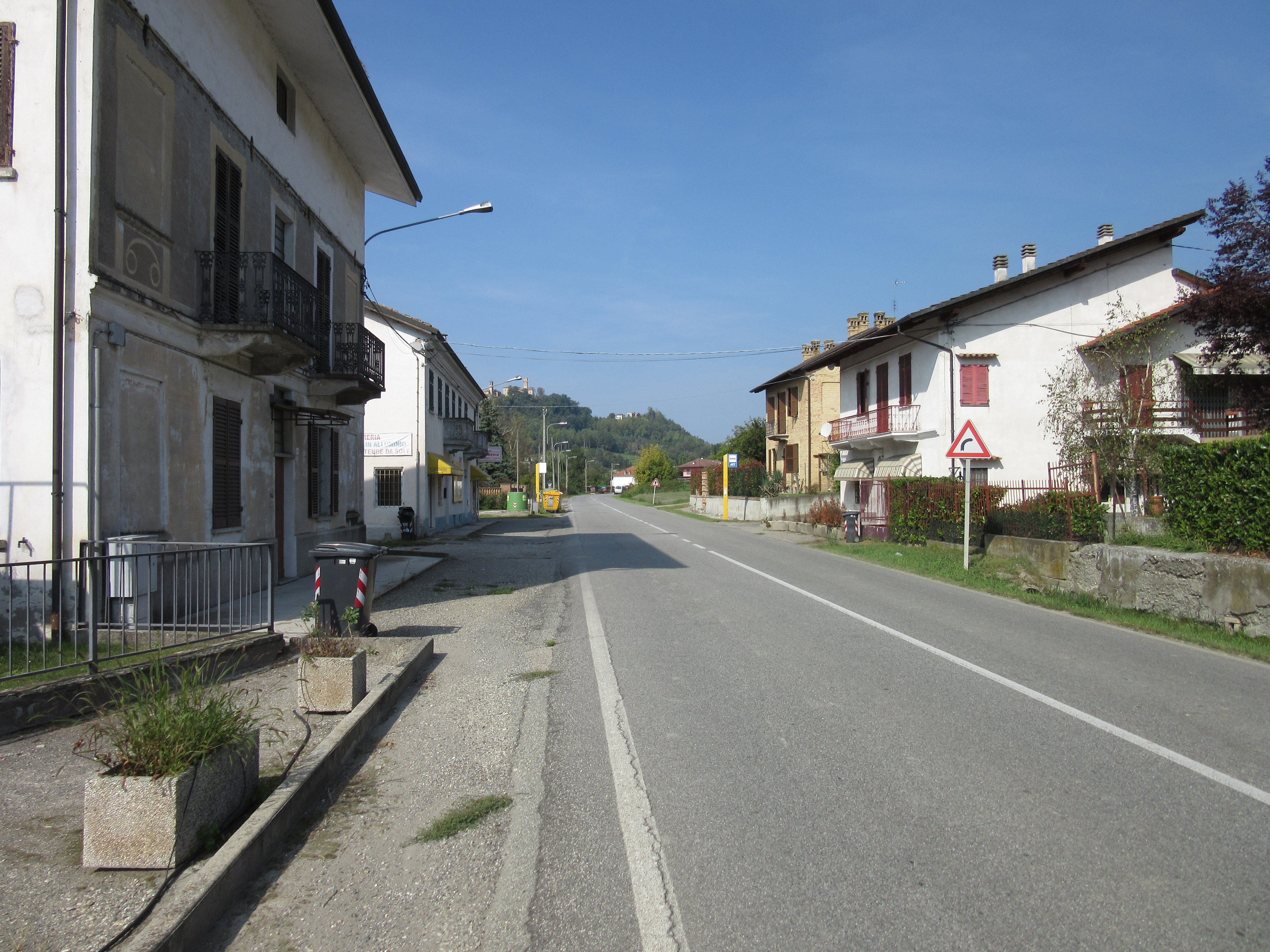
San Candido, località "Fornace"

### Territorio
Il paese, suddiviso in varie località e borgate rurali, si sviluppa essenzialmente lungo la SP 590 che percorre la Valle Cerrina e sulle pendici delle colline che la fiancheggiano.
Lungo il margine meridionale della frazione scorre la Stura del Monferrato, che ha un regime torrentizio/pluviale.

## Monumenti e luoghi d'interesse

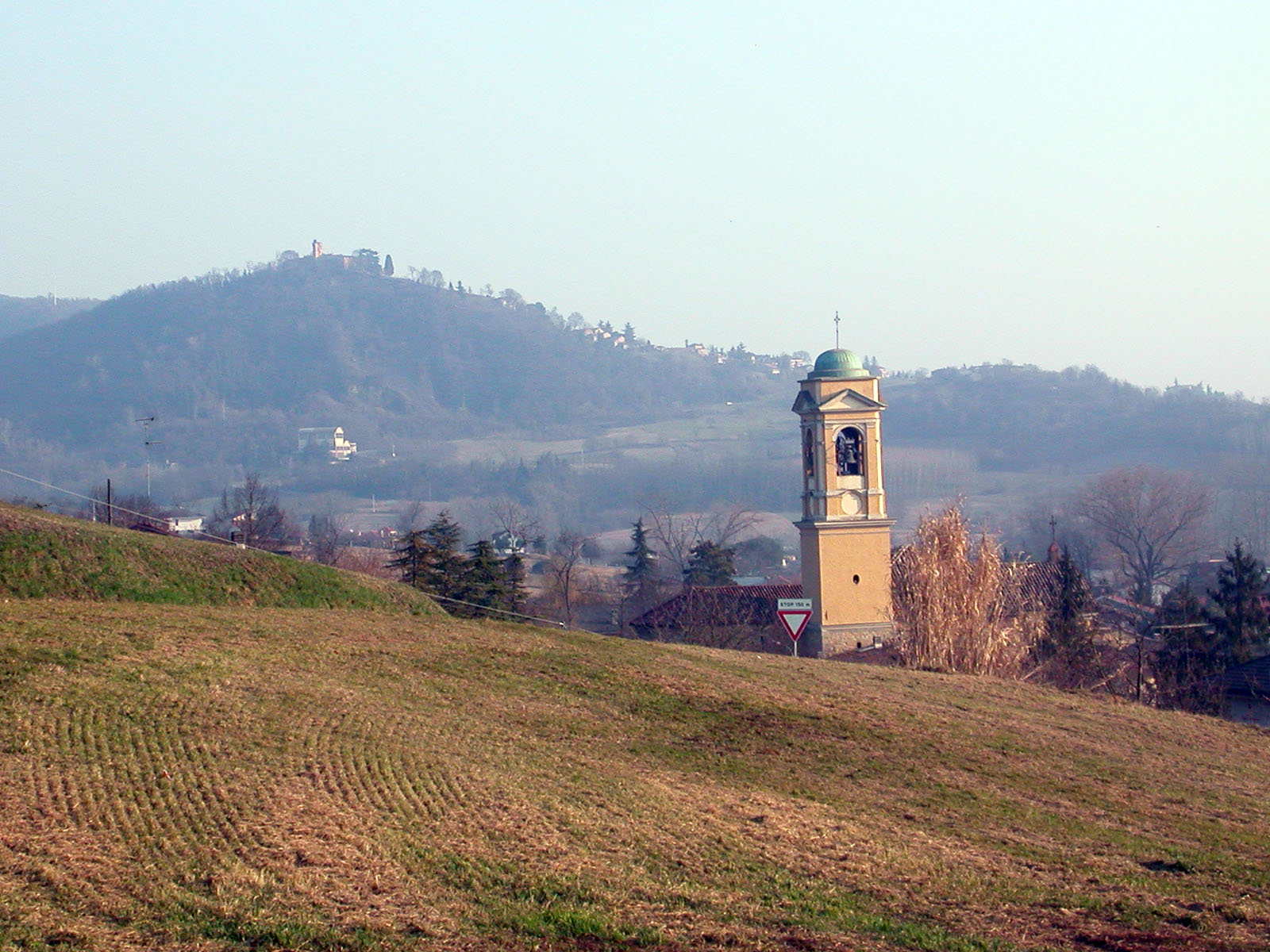
Il campanile della parrocchia di San Candido

### Parrocchia di San Candido
L'esistenza di una chiesa campestre dedicata a San Candido, presunto martire della legione Tebea, risulta nei documenti relativi alla visita apostolica del 1585 svolta da monsignor Angelo Peruzzi. Nel XVII secolo l'edificio crollò; le venerate reliquie di S. Candido furono trasferite a Murisengo, inizialmente in una chiesetta nelle vicinanze del castello e poi, dal 1754, nella nuova parrocchiale di S. Antonio abate, dove si trovano ancora oggi. Parte delle reliquie furono restituite alla frazione nel 1883, anno in cui San Candido fu eretta in parrocchia

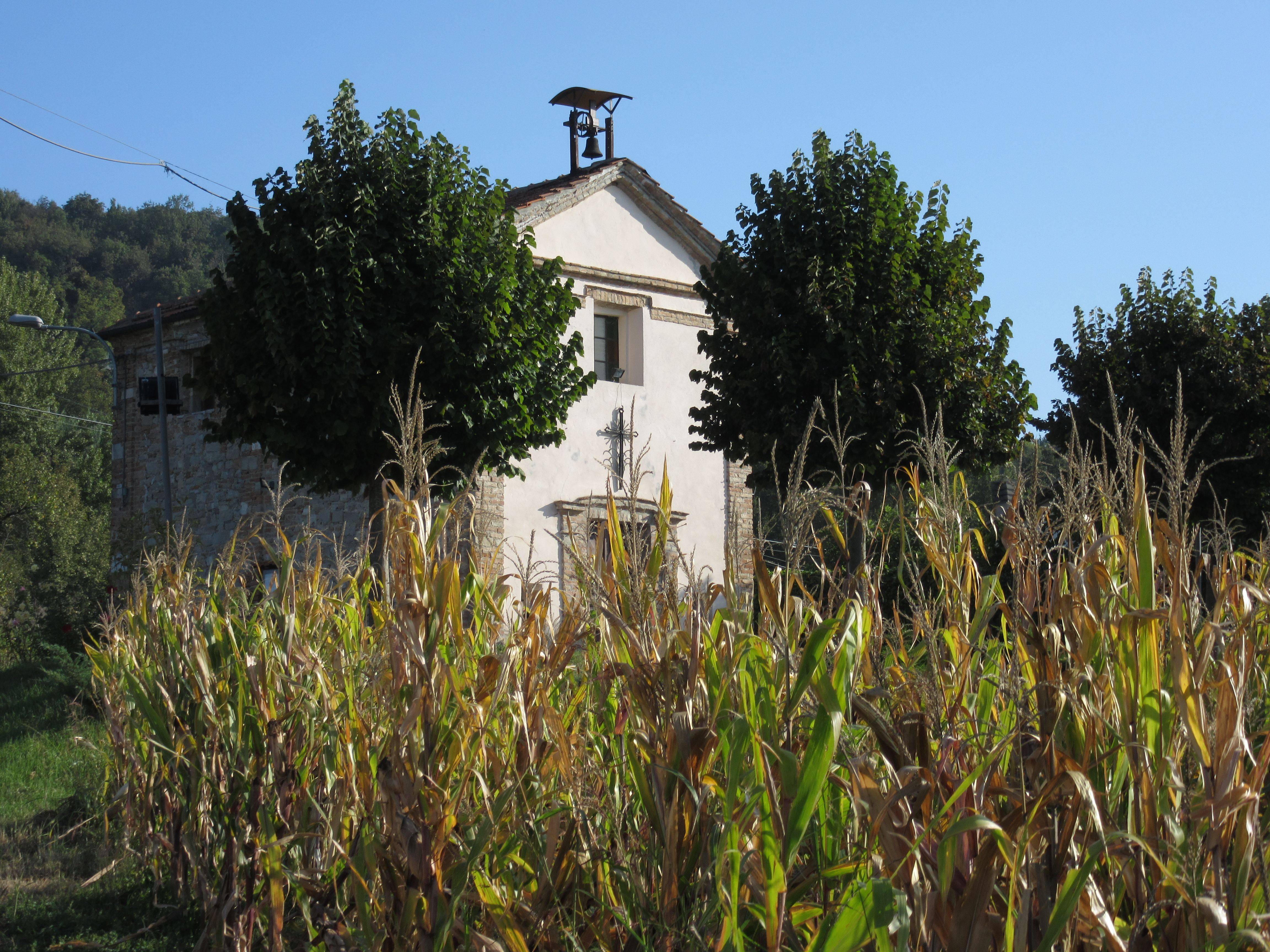
Cappella campestre di S. Maria

Nel 1700, la chiesa di San Candido venne ricostruita, nell'asciutto stile barocco con il quale, attraverso ulteriori modifiche nei secoli seguenti, è giunta sino a noi. Ad aula unica, presenta una facciata snella, sopra il cui portale d'ingresso campeggia un grande dipinto raffigurante il martirio di San Candido. L'edificio è affiancato da un aggraziato campanile con copertura a cupola.

### Cappella di Santa Maria
È un piccolo edificio campestre ad aula unica, ubicato sul trivio di via Cerro, via San Giorgio e via Guido Serra, poco distante dalla borgata Cà Toeri.

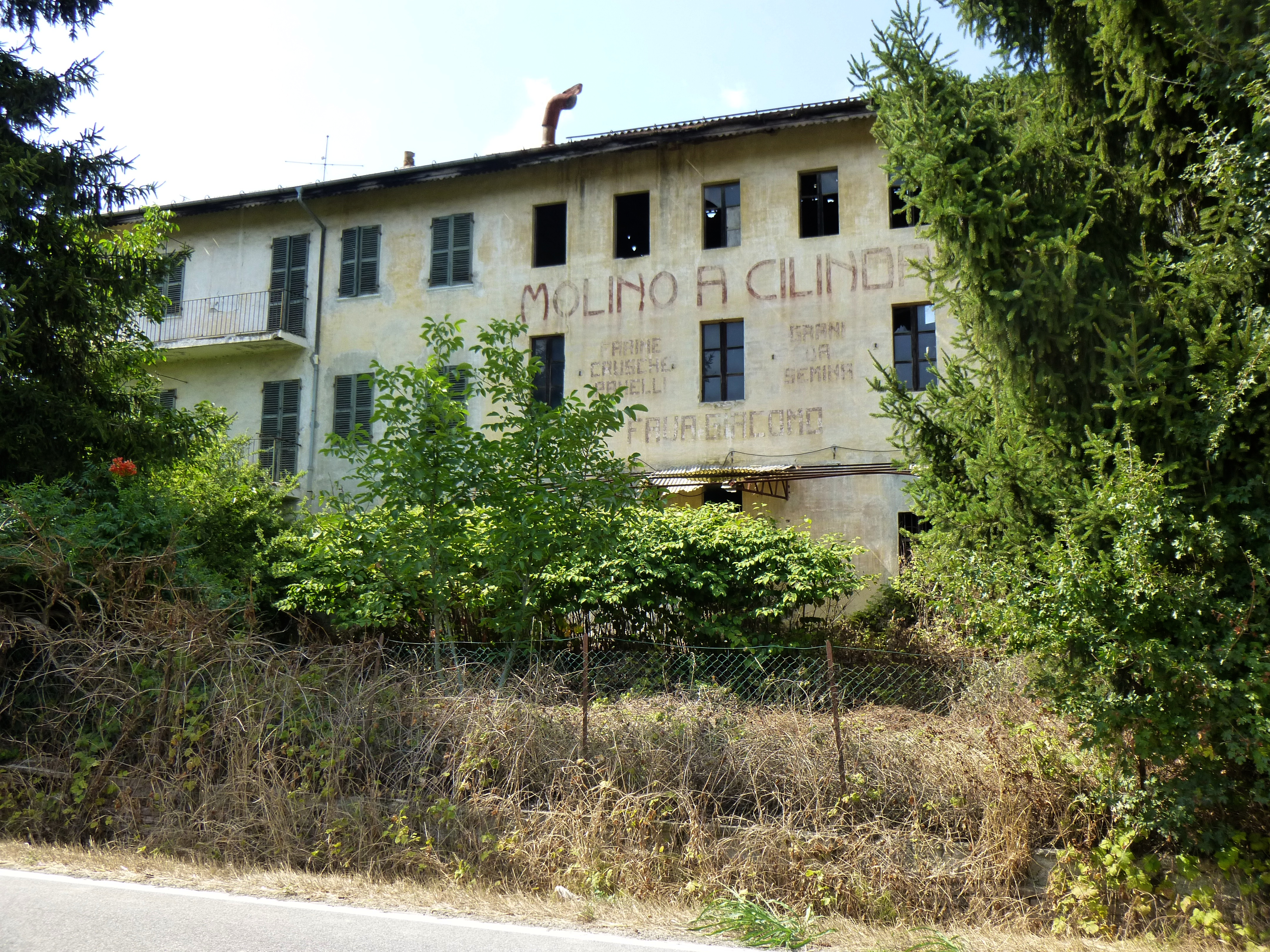
Mulino a cilindri, facciata.

### "Molino a Cilindri"
Sito al confine orientale della frazione, questo edificio risale alla fine del XIX secolo, con modifiche successive. Si tratta, come indicato a caratteri cubitali sulla facciata, di un mulino a cilindri. Attualmente [2019] è da molti anni in stato di grave abbandono.

## Infrastrutture e trasporti

### Autolinee
San Candido è raggiungibile con gli autobus del Gruppo Torinese Trasporti (GTT) tramite la linea 3006 che collega Torino a Casale.